# Max Payne
Max Payne — компьютерная игра в жанре шутера от третьего лица, разработанная финской компанией Remedy Entertainment, спродюсированная 3D Realms и изданная Gathering of Developers в 2001 году. Это первая часть в серии Max Payne. В этом же году Max Payne была портирована на игровые приставки Xbox и PlayStation 2, а в июле 2002 года — на персональные компьютеры Macintosh компанией MacSoft в Северной Америке и компанией Feral Interactive в остальном мире. В декабре 2003 года вышла версия для Game Boy Advance. В планах также была разработка версии для Dreamcast, но проект был отменён в связи с прекращением производства консоли. Игра была переиздана 29 апреля 2009 года в качестве загружаемой игры в Xbox Originals через программу для Xbox 360 и весной 2012 года в качестве загружаемой игры в PlayStation Store для PlayStation 3. 12 апреля 2012 года вышла версия для iOS, а 14 июня для Android.
Повествование игры охватывает три года из жизни Макса Пэйна, агента управления по борьбе с наркотиками, которого подставили, обвинив в убийстве коллеги и лучшего друга. Скрываясь от полиции, Макс Пэйн неожиданно выходит на след людей, которые несколькими годами ранее убили его семью.
Дизайн и сценарий игры намеренно подражают фильмам в жанре нуар, а также «крутым детективам» таких авторов, как Микки Спиллейн. Игра содержит многочисленные отсылки к скандинавской мифологии, в частности, Рагнарёку. На геймплей в Max Payne оказали влияние гонконгские кинофильмы-боевики и в первую очередь фильмы режиссёра Джона Ву. Кроме этого, Max Payne является первой игрой с применением эффекта bullet time.
Игра Max Payne получила довольно высокие оценки и лестные отзывы игровой прессы. Критики отмечали захватывающий геймплей и блестящую подачу сюжета. Кроме этого, игра получила ряд наград, в том числе премию BAFTA. В 2008 году вышел на экраны одноимённый фильм — «Макс Пэйн», который был снят по мотивам игры.

## Игровой процесс
При разработке игры создатели Max Payne вдохновлялись кинематографом, в частности — жанром «гонконгского боевика». Наибольшее влияние на игру оказали работы режиссёра Джона Ву — в его фильмах часто используется замедление времени (slow motion) вместе с акробатическими перестрелками. Считается, что на игру также оказал большое влияние фильм «Матрица», но в действительности это не так. Несмотря на то что Max Payne был выпущен через два года после премьеры «Матрицы», это лишь совпадение — игра находилась в разработке задолго до «Матрицы», и повсеместное замедление времени было её основным геймплейным элементом ещё в начале работ.
В результате популярности «Матрицы» дизайнеры игры внесли множество отсылок к фильму. Взрыв двери в метро аналогичен похожей сцене со взрывом двери лифта в фильме. Убийцы в костюмах (англ. Killer Suits — оперативники «Эйзир Корпорэйшн») своим поведением и видом напоминают Агентов. Начало уровня Nothing to Lose очень похоже на знаменитую перестрелку в холле, имевшую место в фильме, а некоторые гангстеры в игре носят точно такие же чёрные плащи и тёмные очки, как и Нео.
Стилистика максимальной кинематографичности происходящего в игре объединена со стилем так называемых нуар-фильмов, что повлияло на персонажей и диалоги. Вместо скриптовых роликов для рассказа истории в Max Payne используются графические новеллы в стиле нуар.
В течение игры развиваются мини-сюжеты в форме телевизионных шоу, сериалов и рекламы, которые игрок может просмотреть на телевизорах, расставленных на уровнях. Некоторые шоу и сериалы основаны на реально существующих прототипах.
Max Payne сфокусирована исключительно на однопользовательской игре, многопользовательская отсутствует. Многие действия AI врагов, вроде спрыгивания со стен или метания в игрока гранат, заскриптованы (то есть запрограммированы в сценарии).
Основной акцент игры сделан на перестрелках. Почти весь игровой процесс основан на использовании замедления времени (Bullet Time) при перестрелках с врагами. Большинство уровней игры достаточно линейны и не имеют дополнительных задач вроде поиска ключей, скрытых дверей и тому подобного, но есть и исключения.
В отличие от большинства шутеров от третьего лица, враги в Max Payne обладают большей живучестью, чем герой игры. Даже на самом лёгком уровне сложности Макс хрупок и умирает после пяти попаданий из пистолета. Выживание во время перестрелки сильно завязано на использовании замедления, поскольку именно в этом режиме Макс может что-то противопоставить нескольким противникам при игре в стиле «напролом», а также в некоторых «особых» случаях. Использование замедления ограничено, но его шкала пополняется за счёт убийства врагов. В игре также используются перекаты, которые тоже замедляют время, делают Макса практически неуязвимым к пулям и при этом бесплатны. Ключом к выживанию и победе также является внимательность и планирование (стратегия и тактика) действий.
Помимо обычного режима в игре есть режим «Время не ждет», где игрок должен достигнуть контрольных точек на уровне до того, как закончится время, выделенное на прохождение (убийство врагов пополняет запас времени).
Игра имеет специальный скрипт для автоматической регулировки сложности. Если игрок умирает слишком часто, то понизится меткость и выносливость противников, и наоборот.
Вместе с игрой поставляется функциональный редактор MAX-FX, позволяющий создавать новые уровни и делать изменения игрового мира.

### Bullet time

Режим замедления bullet time значительно облегчает стрельбу.

Весь игровой процесс Max Payne вращается вокруг режима замедления. Запущенное bullet time замедляет время так, что можно заметить движение летящих пуль. Игрок, несмотря на то, что его движение замедлено, так же, как и всё его окружение, всё ещё способен передвигаться и действовать. Bullet time позволяет избегать ранений и совершать специальные движения, вроде прыжков со стрельбой, когда Макс прыгает в сторону, продолжая стрелять из своего оружия (уклонение от пуль).
Из-за того, что в реальности пули летят с огромной скоростью, немыслимой ни для какого Bullet time, в игре их скорость значительно меньше, что заметно при стрельбе на длинные расстояния: с двадцати-тридцати шагов пуля, выпущенная из Беретты, попадёт во врага через полсекунды-секунду.
Интересно, что после смерти последнего персонажа во вражеской группе камера срывается с места и, совершая облёт, с нескольких ракурсов показывает в замедлении труп, падающий на землю. При этом игрок всё ещё воздействует на игру — если выстрелить в сторону камеры, можно заметить пролёт пуль.

## Сюжет
Повествование в игре разбито на три части, озаглавленные «Американская мечта» (англ. The American Dream), «Холодный день в аду» (англ. Cold Day in Hell) и «Чуть ближе к небесам» (англ. A Bit Closer to Heaven). Пролог в качестве пролепсиса демонстрирует главного героя Макса в финале истории, в январе 2001 года — с винтовкой в руках на крыше небоскреба. Действие переносится в август 1998 года: Макс, в это время полицейский из департамента полиции Нью-Йорка, возвращается домой и обнаруживает, что его семью жестоко убили наркоманы, находившиеся под воздействием нового наркотика — «валькирина». После похорон семьи Макс переходит на работу в Управление по борьбе с наркотиками.
Два с половиной года спустя Макс внедрён как агент под прикрытием в итальянскую мафиозную организацию, которой руководит семья Пунчинелло; он должен встретиться в метро с другим агентом Алексом Болдером, но встревает там в перестрелку с людьми Джека Люпино — капореджиме этой же организации. Алекса убивает неизвестный, и бежавший с места преступления Макс становится главным подозреваемым — на него открывают охоту и мафия, и полиция. В погоне за Люпино Макс узнает о планируемой сделке с валькирином, и к нему по телефону обращается загадочный человек, называющий себя Альфредом Уоденом. Через Винни Гоньитти, одного из подручных Люпино, Макс выходит на самого капореджиме в ночном клубе «Рагнарок» — тот на почве наркомании впал в оккультный бред. Расправившись с ним, Макс сталкивается с женщиной по имени Мона Сакс — сестрой-близнецом Лизы Пунчинелло, жены дона: по её словам, за убийством Алекса Болдера и стоял сам дон Анджело Пунчинелло. Мона подсыпает Максу снотворное в алкоголь, и он теряет сознание. Макса избивают и пытают бандиты, но ему удаётся выбраться; как оказывается, Мона пыталась убить Пунчинелло, но была схвачена. Самого Макса полиция считает погибшим в перестрелке в «Рагнароке». Макс принимает предложение от русского бандита Владимира Лема отбить у семьи Пунчинелло корабль «Харон», стоящий в Бруклинском порту с нелегальным грузом оружия — часть этого оружия достаётся и самому Максу. В попытке добраться до дона Макс атакует сначала ресторан Пунчинелло Casa di Angelo, а потом и особняк дона. Он находит тело жены дона Лизы; сам Анджело Пунчинелло признаётся, что на рынке валькирина был только пешкой. Дона убивают агенты «Айзир Корпорейшн» во главе с руководителем этой компании Николь Хорн. Она вводит Максу смертельную дозу валькирина и оставляет умирать; Максу в бреду вновь мерещится гибель его семьи.
Пережив передозировку, Макс отправляется по следам Николь Хорн на заброшенный завод «Холодная Сталь»: под заводом находятся военные лаборатории, где в прошлом и был разработан валькирин — как часть правительственного проекта «Вальгалла». Это испытываемое на людях вещество изначально должно было стать стимулятором, увеличивающим моральную и физическую стойкость солдат. Правительство США закрыло проект, но «Айзир Корпорейшн» тайно продолжила разработку и начала торговать валькирином как наркотиком; убийцы жены и дочери Макса были не простыми наркоманами — их послала Николь Хорн, когда жена Макса, будучи сотрудницей окружной прокуратуры, узнала о секретном проекте. Макс также сталкивается на многоэтажной парковке с П. П. — агентом Управления по борьбе с наркотиками, который убил Алекса Болдера и подставил Макса. Таинственный «благодетель» Макса, сенатор Альфред Уоден — назначает ему встречу в небоскребе «Асгард Билдинг»: тайное общество «Внутренний Круг» противостоит Николь Хорн и её «Айзир Корпорейшн». Высокопоставленные члены общества обещают Максу, что с него снимут все обвинения, если он сможет избавить их от Хорн. На здание нападают люди Хорн, и в перестрелке погибают все члены Внутреннего Круга, кроме Уодена, притворившегося мёртвым. Макс в одиночку берёт штурмом штаб-квартиру «Айзир Корпорейшн»; он сталкивается и с Моной Сакс, но она отказывается убить Макса. Мону расстреливают охранники Хорн, но её тело таинственно исчезает. Сама Хорн пытается сбежать с крыши здания на вертолёте, но Макс расстреливает из винтовки тросы, удерживающие антенну на крыше здания, и та падает на вертолёт. Макс сдается полиции; он видит в толпе живого и здорового Уодена и улыбается.

## Разработка и выпуск игры
| Системные требования Max Payne | Системные требования Max Payne                                      | Системные требования Max Payne                                      |
| ------------------------------ | ------------------------------------------------------------------- | ------------------------------------------------------------------- |
|                                | Минимальные                                                         | Рекомендуемые                                                       |
| Microsoft Windows              |                                                                     |                                                                     |
| ОС                             | Windows 95 (OSR2 или позднее), Windows 98, Windows ME, Windows 2000 | Windows 95 (OSR2 или позднее), Windows 98, Windows ME, Windows 2000 |
| ЦПУ                            | AMD / Intel 400 MHz или совместимый                                 | AMD / Intel 700 MHz или совместимый                                 |
| Объём ОЗУ                      | 96 MB                                                               | 128 MB                                                              |
| Место на диске                 | 600 MB свободного пространства                                      | 1 GB свободного пространства                                        |
| Видеокарта                     | DirectX 8.0-совместимая видеокарта с 16 MB RAM                      | DirectX 8.0-совместимая видеокарта c 32 MB RAM                      |

Игра была разработана финской компанией Remedy Entertainment, основанной в августе 1995 года. Их первая игра Death Rally, вышедшая осенью 1996 года в жанре гонок на выживание, хорошо зарекомендовала разработчиков, и вместе с издателем 3D Realms они создали концепцию новой игры, которая могла составить конкуренцию популярной тогда франшизе Tomb Raider. Согласно этой концепции, игра должна быть шутером от третьего лица и иметь глубокий психологический сюжет, в центре которого находится полицейский с сильной запоминающейся личностью, ведущий независимое расследование. Рабочее название игры было Dark Justice, однако из-за того, что игра с таким названием существовала, оно было изменено сначала на Max Heat, а потом и на Max Payne. Финальное название оказалось очень удачным: фамилия Payne не была среди часто используемых собственных имён в медиа и прочно закрепилась за главным героем игры.
Большой вклад в сюжет и сеттинг игры внёс сценарист и дизайнер Remedy Entertainment Сэм Лейк, работавший над проектом практически с самого начала. Он был большим поклонником нуарных боевиков и написал сценарий игры в виде мрачной и трагичной истории мести полицейского за смерть близких. Кроме того, именно Сэм Лейк предложил идею подавать сюжет не через внутриигровое видео, а через закадровый голос главного героя и комиксные вставки, являющиеся художественно обработанными фотографиями. Это позволило разработчикам отказаться от использования дорогостоящей технологии захвата движения, требовавшей к тому же нанимать профессиональных актёров. Внешность главного героя была также скопирована с внешности Сэма: для уменьшения бюджета разработчики отказались от лицевой анимации и в качестве текстур лиц героев использовали фотографии сотрудников Remedy Entertainment, их друзей и членов их семей.

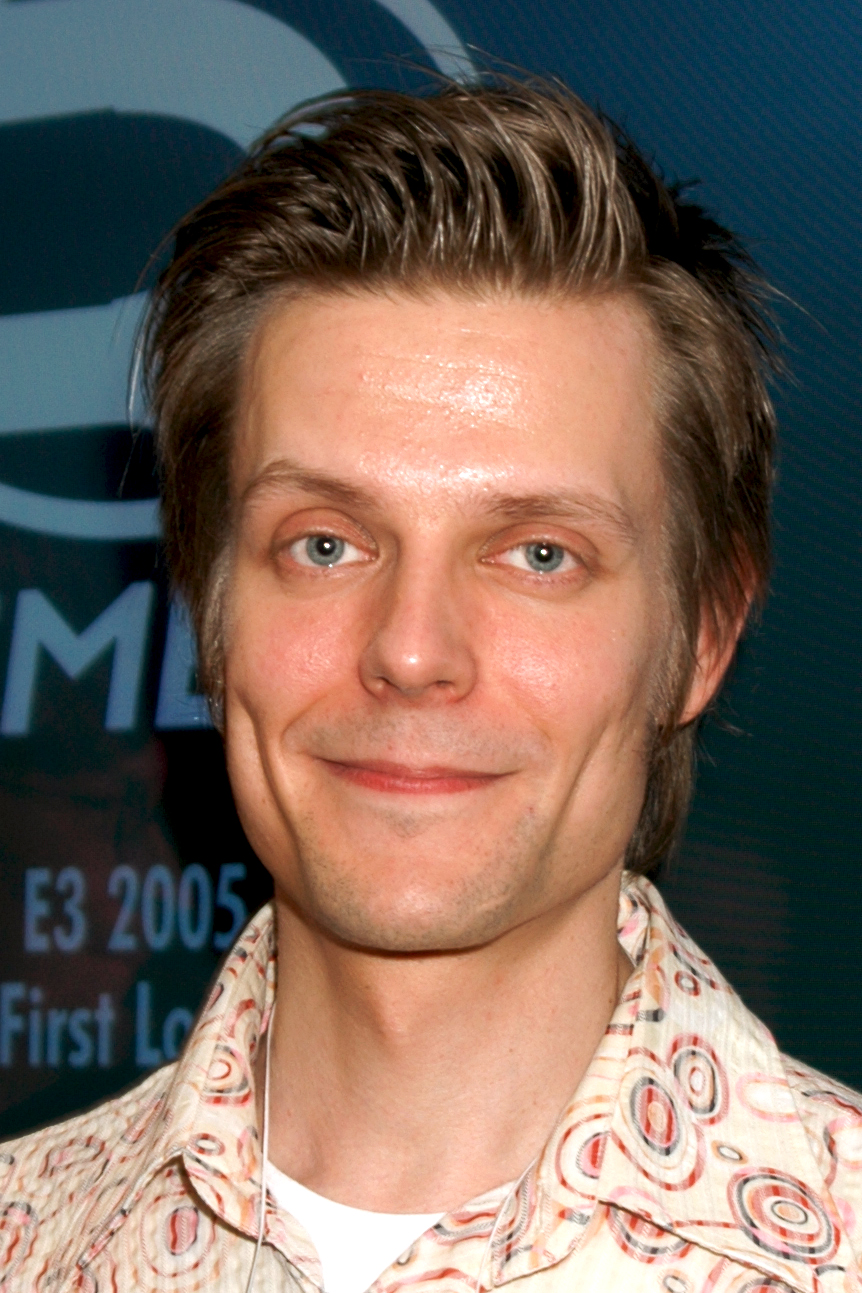
Лицо главного героя было списано с Сэма Лейка, сценариста и дизайнера игры

Для того, чтобы выделить геймплей игры среди конкурентов, разработчики реализовали в игре систему замедления времени, которая не только позволила найти баланс между аркадностью и тактичностью игрового процесса, но и добавила ему кинематографичности. Финны вдохновлялись популярными в то время гонконгскими боевиками и пытались строить перестрелки по типу экшен-сцен в этих фильмах. Для того, чтобы такие сцены в игре были зрелищнее и реалистичнее, финны отказались от часто используемого в шутерах того времени моментального полёта пули в пользу её конечной скорости, однако сделав её меньше скорости реальных пуль, чтобы их пролёт был заметен в режиме замедления времени. Вышедший в 1999 году фильм Матрица, содержащий множество сцен с перестрелками в замедленном времени и популяризировавший такие эффекты, опередил выход игры, но разработчики грамотно использовали ситуацию и сделали в игре несколько отсылок к фильму.
Игра впервые была продемонстрирована на E3 в 1998 году, и тогда выглядела гораздо более каррикатурно: например, Максу предстояло сражаться с неестественно деформировавшимися от приёма наркотика врагами. В тот момент релиз игры был запланирован на лето 1999 года, однако он был несколько раз перенесён из-за того, что разработчики решили сделать игру гораздо более приближенной к реальности. В частности, для этого в 1999 году шесть сотрудников Remedy Entertainment под защитой двух телохранителей неделю изучали неблагоприятные районы Нью-Йорка, снимая всё окружение на фото- и видеокамеры. На основе отснятого материала финны полностью переработали все игровые локации, в том числе в качестве некоторых игровых текстур использовались те самые фотографии. В игре также были значительно улучшены графика и освещение, в целом из-за доработки релиз был отодвинут на два года, и игра окончательно вышла под Windows 23 июля 2001 года.
После выхода игры права на франшизу Max Payne были выкуплены американским разработчиком и издателем Take-Two Interactive, внутренние студии которого в том же 2001 году выпустили порт игры на консоли PlayStation 2 и XBox. В 2002 году также вышел порт игры на Mac OS X.

### Max Payne (Game Boy Advance)
Версия игры для Game Boy Advance была разработана Mobius Entertainment Ltd, теперь известной как Rockstar Leeds. Поскольку GBA уступает по производительности другим платформам, версия Max Payne для неё значительно отличается от РС-версии и версий для Xbox и PlayStation 2: вместо 3D игра основана на спрайтовой графике и представляется в изометрической проекции. Игровой процесс остался тем же, что в оригинале. Сюжет остался таким же, как на РС, но из игры были вырезаны несколько уровней. GBA-версия включает большую часть озвученных графических новелл.

### Max Payne Mobile
6 апреля 2012 года был анонсирован порт Max Payne для Android и iOS. Версия для устройств на базе iOS была выпущена 13 апреля 2012 года, а версия для Android была отложена до 14 июня 2012. Сама же игра не претерпела никаких серьёзных изменений, кроме поддержки текстур высокого разрешения (1024 × 720) и соотношения сторон 16:9.

## Отзывы в прессе
| Сводный рейтинг       | Сводный рейтинг | Сводный рейтинг               | Сводный рейтинг     | Сводный рейтинг |
| Издание               | Оценка          | Оценка                        | Оценка              | Оценка          |
| Издание               | GBA             | PC                            | PS2                 | Xbox            |
| --------------------- | --------------- | ----------------------------- | ------------------- | --------------- |
| GameRankings          | 79,68 %         | 89,26 %                       | 79,81 %             | 85,95 %         |
| Metacritic            |                 | 89 / 100 (32 обзора)          | 80 / 100 (21 обзор) |                 |
| MobyRank              | 80 / 100        | 91 / 100                      | 79 / 100            | 85 / 100        |
| TopTenReviews         |                 | · (49 обзоров)                |                     |                 |
| Иноязычные издания    |                 |                               |                     |                 |
| Издание               | Оценка          | Оценка                        | Оценка              | Оценка          |
| Издание               | GBA             | PC                            | PS2                 | Xbox            |
| 1UP.com               | B               |                               | B+                  | B+              |
| AllGame               | [ 39 ]          | (Mac) · (Win)                 | [ 42 ]              | [ 43 ]          |
| CVG                   |                 | 8 /10                         |                     |                 |
| Eurogamer             | 8 / 10          |                               | 7 / 10              | 6 / 10          |
| GamePro               | [ 48 ]          | [ 49 ]                        | [ 50 ]              | [ 51 ]          |
| GameRevolution        |                 | B+                            | B                   | B+              |
| GameSpot              | 7,1 / 10        | 9,2 / 10                      | 8,0 / 10            | 9,2 / 10        |
| GameSpy               | [ 59 ]          |                               |                     | [ 60 ]          |
| IGN                   | 9,0 / 10        | 9,3 / 10                      | 8,1 / 10            | 8,9 / 10        |
| XboxAddict            |                 |                               |                     | 88,7 %          |
| GameStats             | 8,0 / 10        | 8,5 / 10 (Mac) 9,0 / 10 (Win) | 8,0 / 10            | 8,4 / 10        |
| Русскоязычные издания |                 |                               |                     |                 |
| Издание               | Оценка          | Оценка                        | Оценка              | Оценка          |
| Издание               | GBA             | PC                            | PS2                 | Xbox            |
| Absolute Games        |                 | 90 %                          |                     |                 |
| «Домашний ПК»         |                 | 95 / 100                      |                     |                 |

Игра получила множество ежегодных наград, среди которых «Лучшая игра для ПК» от British Academy of Film and Television Arts, «Золотой джойстик» от Dennis Publishing, «Лучшая игра 2001 года», «Лучшая графика в игре для ПК» и «Лучшая экшен-игра» от The Electric Playground, «Лучшая игра по выбору читателей» и «Лучшая игра для ПК» от Pelit, «Компьютерная игра года» от The Augusta Chronicle, «Лучшая игра для ПК 2001 года» от Amazon.com, «Игра года для ПК» от Shacknews и Gamezone, «Лучшее 2001 года — ПК» от Game Revolution, «Игра на выбор читателей», «Лучший однопользовательский экшен» и «Лучшая игра для Xbox» от Gamespot, «Игра года по выбору читателей», «Лучшая сюжетная линия», «Лучшая графика» и «Лучшее звуковое сопровождение», и «Лучшая приключенческая игра» (Xbox) и «Выбор редакции» от IGN, «Выбор игроков» (Xbox) от Games Domain, «Лучший игровой персонаж» и «Лучшая кинематографичность» от Eurogamer, «Выбор редакции» от Game Revolution. IGN пишет: «Эта игра получила так много голосов от читателей, что мы почти решили создать категорию „Лучшая игра Max Payne 2001 года“».
В 2024 году PC Gamer опубликовал топ-100 ПК-игр, где Max Payne занял 74 место.

## Продолжения

### Max Payne 2: The Fall of Max Payne
В финале первой части игры Макс Пэйн был арестован, однако на суде он был оправдан благодаря очень влиятельному члену общества Сенатору Альфреду Уодену, который сдержал своё обещание. Через несколько лет Макс вернулся на работу в полицию в качестве детектива по расследованию убийств. Во время одного из расследований он встречает Мону Сакс, которую давно считал мёртвой. Между ними назревает роман, которым Макс хочет заполнить пустоту, оставшуюся после смерти его жены и дочери. Макс и Мона объединяются в команду, чтобы распутать очередную запутанную историю.
Игровой процесс продолжения по-прежнему основан на замедлении времени, однако механизм bullet time был переработан. Шкала замедления стала пополняться не за счёт убийства врагов, а со временем. Чем больше Макс убивает врагов в замедлении, тем сильнее замедляется время, но Макс в это время действует в «обычном» замедлении, что даёт большее преимущество над противниками. Прыжки со стрельбой были доработаны — теперь Макс не встаёт сразу после приземления, а может продолжать стрельбу лёжа. Макс стал более живучим, выдерживает больше попаданий по сравнению с первой частью игры. Большинство врагов, кроме боссов, гораздо слабее него.
A.I. улучшен, враги научились действовать в команде и прятаться за укрытиями. Если кинуть во врага гранату, он попытается убежать от неё. Также добавлена технология Ragdoll, которая сделала бои более эффектными; враги больше не умирают одинаково — в зависимости от того, куда попала пуля, тело будет падать по-разному. Выстрел в голову теперь приводит к гибели врага. Появилась возможность стрелять из Desert Eagle с двух рук.
Арсенал Макса также пополнился. Добавлено меню вторичного оружия, дающее игроку возможность драться врукопашную, метать гранаты и коктейль Молотова, не переключаясь на другое оружие.
Графика была значительно улучшена, установив новые стандарты в играх жанра TPS.

### Max Payne 3
23 марта 2009 года Rockstar Games анонсировала игру Max Payne 3, которая была выпущена 15 мая 2012 года на двух платформах: Xbox 360 и PlayStation 3. А 1 июня 2012 года состоялся релиз игры в Steam и на PC. Действие игры происходит через 9 лет после событий Max Payne 2: The Fall of Max Payne в Сан-Паулу (Бразилия), где Макс работает на некое охранное агентство. Дизайн постаревшего Макса Пэйна, отрастившего бороду и побрившего голову наголо вкупе с необычностью окружающей его обстановки, заставили ряд обозревателей и игроков обвинить создателей игры в разрушении визуального и стилистического облика серии.
В игре сохранена система Bullet Time; добавлена система укрытий на манер Grand Theft Auto IV, которая должна привнести в перестрелки тактический элемент, а также многопользовательский режим. В превью была упомянута Мона Сакс, погибшая (или выжившая — в зависимости от уровня сложности) в конце Max Payne 2, но вскоре разработчики исправились, добавив новую модель Пэйна, представленную на официальном сайте Rockstar.
По сюжету игры, с момента последних событий в Нью-Йорке прошло 9 лет. Макс постарел, расклеился и не знал, как жить дальше: целыми днями он сидел в баре и пил. Макс застрелил сына криминального босса мафии, и ему больше ничего не оставалось, как уехать из страны. Макс отправляется в Сан-Паулу, где его новый друг устраивает его частным телохранителем в местную богатую семью. Жену работодателя похищает самая сильная криминальная группировка в Сан-Паулу, которая хотела получить за неё выкуп. Впоследствии Макс также узнаёт, что местная мафия торгует человеческими органами. Он знакомится с единственным некоррумпированным полицейским, который в дальнейшем помогает ему.

### Ремейк
6 апреля 2022 года Remedy объявила о создании новой версии Max Payne и Max Payne 2: The Fall of Max Payne (две игры в одной). Проект создаётся на движке Northlight. Финансированием занимается Rockstar Games, с которой было заключено соглашение о разработке. Ожидается выход на Windows, Xbox Series X/S и PlayStation 5. Сэм Лэйк назвал ремейк важным событием и большим проектом. В конце октября 2023 года глава Remedy Теро Виртала сообщил о готовности компании к производству игры. В середине февраля 2024 года руководство приняло решение ускорить разработку Max Payne 1&2. Бюджет сопоставим с Alan Wake 2 (примерно 75 миллионов долларов), средства выделила Rockstar Games. Производство началось во втором квартале 2024 года.

## Экранизация
Компанией «20th Century Fox» снят фильм по мотивам игры. В фильме рассказывается история первой части игры. Однако, несмотря на то, что многие события фильма повторяли игру, история коренным образом изменилась.